# Checea

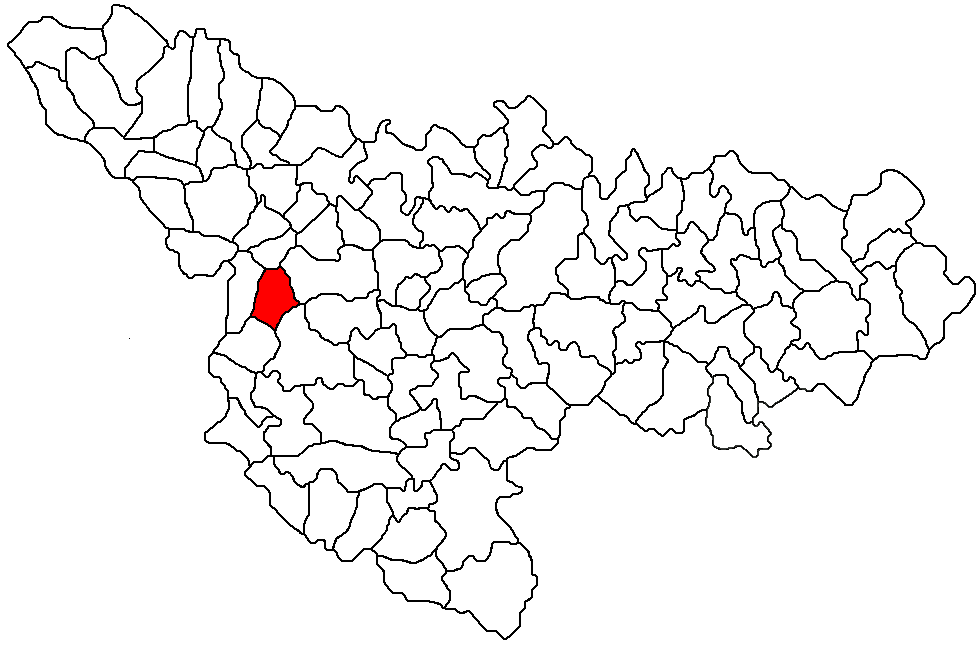
Lage von Checea im Kreis Timiș

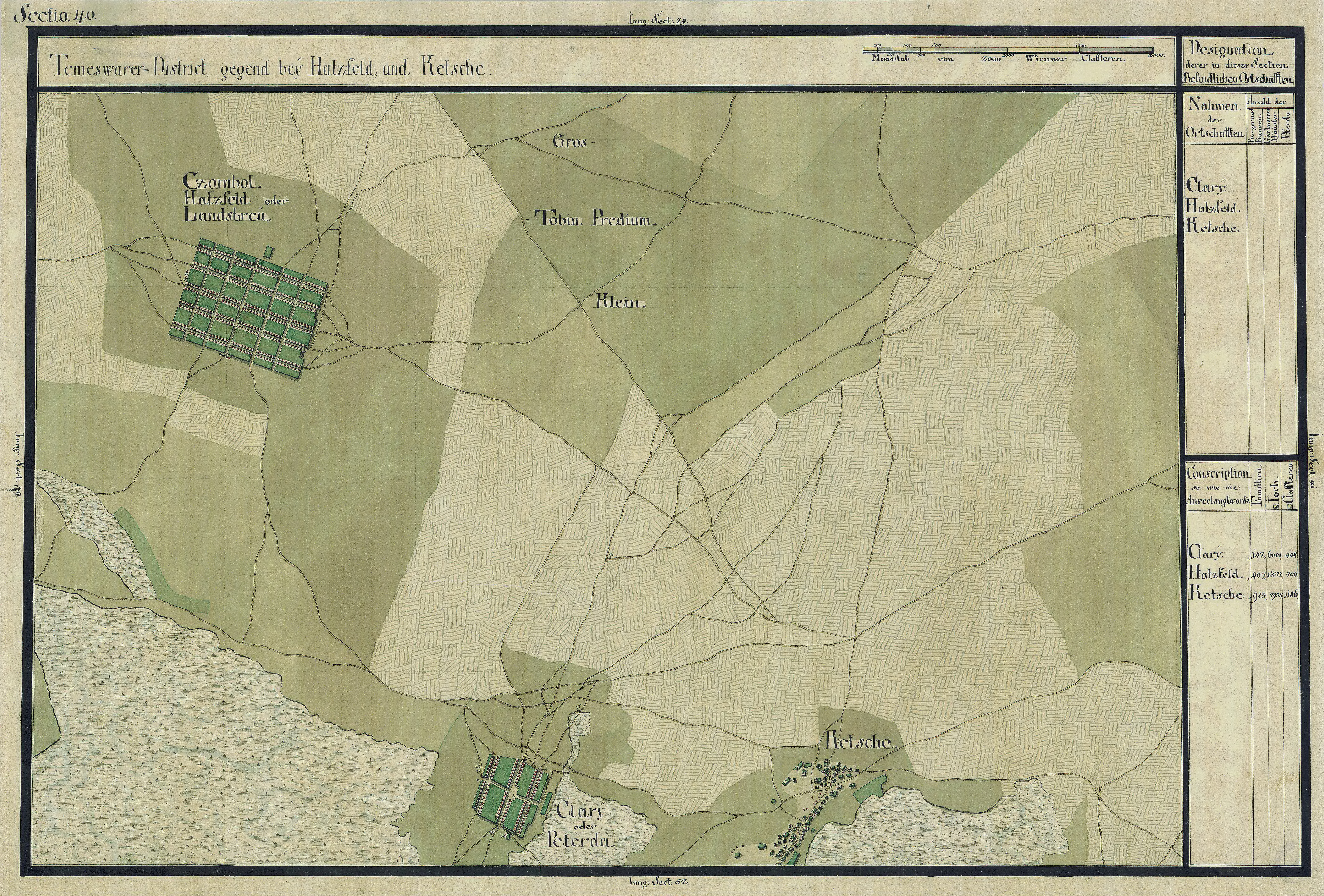
Checea auf der Josephinischen Landaufnahme (1769–1772)

Checea  [ˈketʃea] (deutsch Ketscha, ungarisch Kőcse und Nagykőcse, kroatisch Keča, serbisch-kyrillisch Кеча) ist eine Gemeinde im Kreis Timiș, in der Region Banat, im Südwesten Rumäniens.

## Geografische Lage
Checea liegt im äußersten Westen des Kreises Timiș, an der Grenze zu Serbien.

## Nachbarorte
| Jimbolia | Lenauheim                                   | Cărpiniș     |
| Radojevo | Kompassrose, die auf Nachbargemeinden zeigt | Beregsău Mic |
| Cenei    | Uivar                                       | Hetin        |

## Geschichte
Urkundlich wurde ein Ort namens Kewche 1470 erstmals als Eigentum der Familie Blasiusz Szati erwähnt.
Im Laufe der Jahrhunderte traten verschiedene Schreibweisen des Ortsnamens in Erscheinung: 1470 Kewche, 1472 Keche, 1494 Kylsewkewche, 1851 Kécsa, 1828 Román-Kécsa, Köcse, Gross-Kétsa, 1858 Kécsa, 1863 Ketsa, 1873 Kécsa, Horvát-Kécsa, 1877 Kécsa, Horvát-Kécsa, Imreháza, 1882 Kécsa, Horvát-Kécsa, Kéts, Kurjácska puszta, 1888 Hettény, 1891 Hetény, Pusztahetény, Horvát-Kécsa, Kőcse, 1891 Horvát-Kécsa, 1893 Kécsa, Hetény, Brinzean, Rét puszta, 1900 Horvátkécsa, 1909 Checia-croată, Horvátkécsa, 1913 Kőcse, Kurjácska, Pusztaantalháza, Pusztahetény, 1925 Checea-Croată, 1932, 1941 Checia, 1956 Checea, Checea Croată, seit 2004 Gemeinde Checea.
Im Jahr 1717 hatte Ketsche acht Häuser und war im Besitz des römisch-katholischen Erzbistums Zagreb. 1890 gehörte Kőcse zum Komitat Torontál. 1910 wurden die beiden Ortsteile Kroatisch Ketscha und Rumänisch Ketscha zusammengeschlossen.
Nach dem Österreichisch-Ungarischen Ausgleich (1867) wurde das Banat dem Königreich Ungarn innerhalb der Doppelmonarchie Österreich-Ungarn angegliedert.
Anfang des 20. Jahrhunderts fand das Gesetz zur Magyarisierung der Ortsnamen (Ga. 4/1898) Anwendung. Der amtliche Ortsname war Nagykőcse. Die ungarischen Ortsbezeichnungen blieben bis zur Verwaltungsreform von 1923 im Königreich Rumänien gültig, als die rumänischen Ortsnamen eingeführt wurden.
Nach der Dreiteilung des Banats infolge des Vertrags von Trianon wurde der kroatische Teil des Dorfes dem Königreich der Serben, Kroaten und Slowenen zugeteilt und der rumänische Teil dem Königreich Rumänien zugesprochen. Infolge einer Grenzregulierung von 1924 wurde das Dorf wieder zusammengeschlossen. Seitdem ist die amtliche Bezeichnung Checea.
Infolge des Waffen-SS Abkommens vom 12. Mai 1943 zwischen der Antonescu-Regierung und Hitler-Deutschland wurden alle deutschstämmigen wehrpflichtigen Männer in die deutsche Armee eingezogen.
Noch vor Kriegsende, im Januar 1945, fand die Deportation aller volksdeutschen Frauen zwischen 18 und 30 Jahren und Männer im Alter von 16 bis 45 Jahren zur Aufbauarbeit in die Sowjetunion verschleppt statt. Das Bodenreformgesetz vom 23. März 1945, das die Enteignung der deutschen Bauern, als ehemalige Angehörige der Deutschen Volksgruppe in Rumänien, vorsah, entzog der ländlichen Bevölkerung die Lebensgrundlage.
Am 18. Juni 1951 fand die Deportation in die Bărăgan-Steppe unabhängig von der ethnischen Zugehörigkeit statt. Zu diesem Zweck wurde von der rumänischen Regierung ein Plan zur Säuberung des Grenzgebiets zu Jugoslawien „von politisch unzuverlässlichen Elementen“ entworfen. Als die Bărăganverschleppten 1956 heimkehrten, bekamen sie die 1945 enteigneten Häuser und Höfe zurück, der Feldbesitz wurde jedoch kollektiviert.
Checea war bis 1972 eine Gemeinde, wurde dann Cenei eingemeindet und ist erst seit 2004 wieder eine selbständige Gemeinde.

## Demografie
| 1880 | 2645 | 1723 | 33  | 223 | 666            |
| 1910 | 2478 | 1376 | 76  | 167 | 859            |
| 1930 | 3045 | 1509 | 392 | 221 | 923            |
| 1977 | 2274 | 1270 | 275 | 42  | 687            |
| 2002 | 1931 | 1131 | 136 | 16  | 648            |
| 2011 | 1838 | 966  | 106 | 14  | 30 (52 Serben) |
| 2021 | 2238 | 1159 | 64  | 2   | 15 (24 Serben) |